# Barbara Czopek-Kopciuch
Barbara Czopek-Kopciuch (ur. 31 maja 1952 w Częstochowie, zm. 7 lipca 2020 w Krakowie) – polska językoznawczyni, profesor nauk humanistycznych.

## Życiorys
W 1976 roku ukończyła studia z zakresu filologii polskiej na Uniwersytecie Jagiellońskim. Rozprawę doktorską pt. Nazwy miejscowe dawnej ziemi chełmskiej i bełskiej w granicach dzisiejszego państwa polskiego, której promotorem był Kazimierz Rymut, obroniła w 1985 w Instytucie Języka Polskiego PAN. W 1996 roku uzyskała tamże stopień doktora habilitowanego w oparciu o rozprawę Adaptacje niemieckich nazw miejscowych w języku polskim. Postanowieniem Prezydenta RP z 31 stycznia 2008 roku otrzymała tytuł naukowy profesora nauk humanistycznych.
Jej głównym miejscem pracy był Instytut Języka Polskiego PAN (pełniła funkcję zastępcy dyrektora). Związana była również z piotrkowską filią Uniwersytetu Humanistyczno-Przyrodniczego Jana Kochanowskiego w Kielcach. Specjalizowała się w badaniach nad historycznymi i współczesnymi procesami kształtowania się nazw własnych różnych kategorii (głównie nazw miejscowych). Była członkiem Polskiego Towarzystwa Językoznawczego. W latach 2008–2016 przewodniczyła Komisji Nazw Miejscowości i Obiektów Fizjograficznych.
Była pomysłodawczynią powstania „Internetowego słownika nazwisk w Polsce”. Wypromowała 3 dysertacje doktorskie.
Pochowana w kolumbarium na cmentarzu Batowickim w Krakowie (mur B seg. 3 11/II).

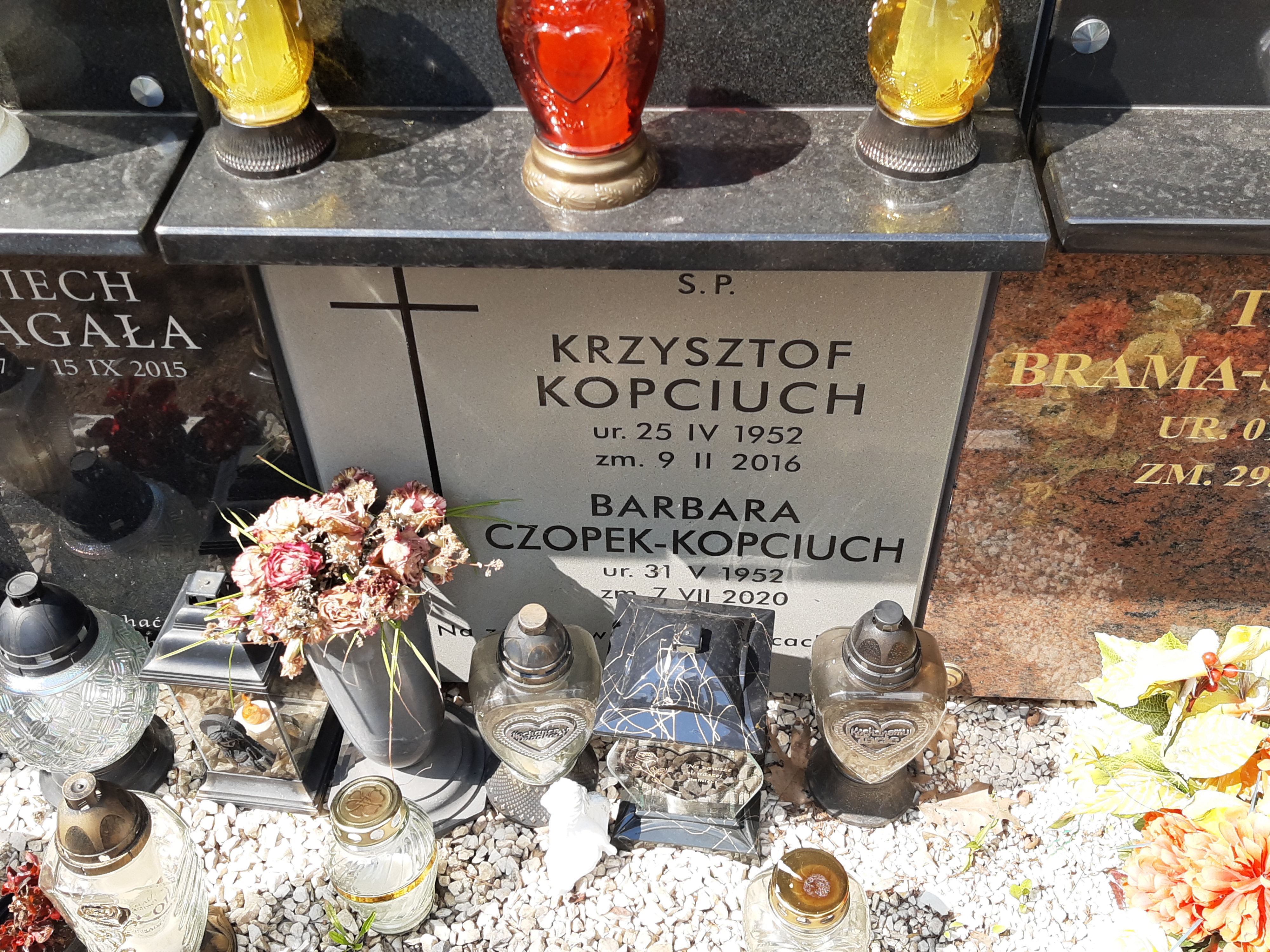
Grób prof. Barbary Czopek-Kopciuch na Cmentarzu Prądnik Czerwony

## Wybrane publikacje
- Nazwy miejscowe Polski Kraków 1996–2019,
- Nazwy miejscowe dawnej ziemi chełmskiej i bełskiej (w granicach dzisiejszego państwa polskiego), Wrocław 1988
- Adaptacje niemieckich nazw miejscowych w języku polskim, Kraków 1995
- Nazwiska polskie w Zagłębiu Ruhry, Kraków 2004
- Mały słownik nazw polskich miast, państw Europy, ich stolic i mieszkańców, Warszawa 2011 (wraz z Urszulą Bijak i Aleksandrą Cieślikową)